# Oost-Java
Oost-Java (Indonesisch: Jawa Timur) is een provincie in Indonesië op het eiland Java. De hoofdstad ervan is Soerabaja.
Grote steden in Oost-Java zijn Malang, Kediri en Banyuwangi. Deze laatste plaats ligt helemaal op het oostelijkste punt van het eiland Java.

## Bezienswaardig

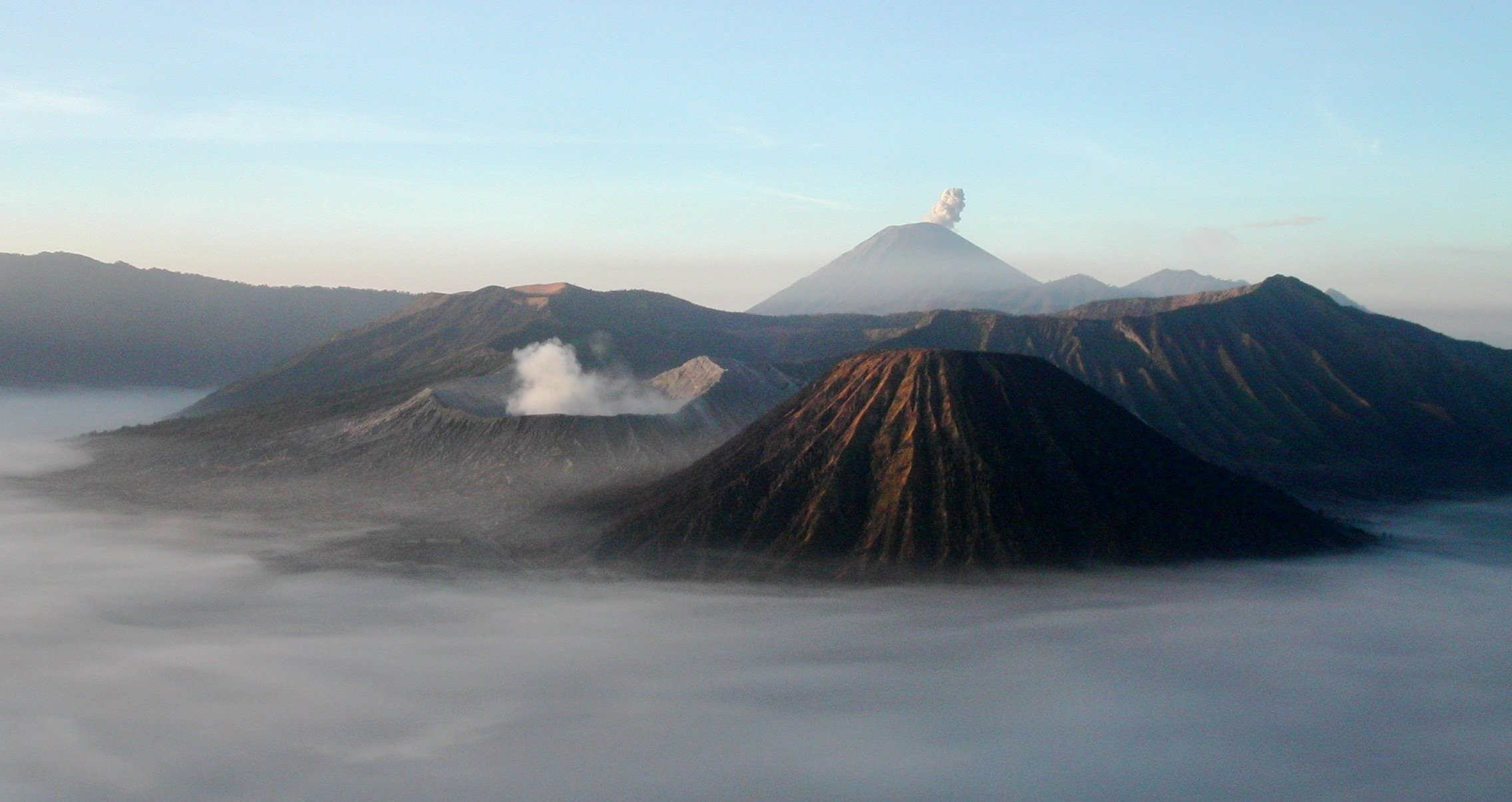
Bromo, de bekendste vulkaan van Java

Er zijn enkele toeristische bezienswaardigheden, zoals de Bromo, een nog actieve vulkaan. Een van de grootste vulkanen ligt ook op dit deel van het eiland Java, de Semeru (zetel van god). Aan de zuidzijde van deze enorme niet actieve vulkaan is een natuurreservaat.
Ook de plaats Blitar ligt in Oost-Java, hier ligt het lichaam van de eerste president van de republiek Indonesië, Soekarno. Verder kent Oost-Java veel landbouw, veelal rijstbouw op de sawa's, maar ook suikerriet wordt veel verbouwd. Het klimaat kan in en tussen de bergen koeler zijn dan op vele andere plaatsen in Indonesië.

## Bestuurlijke indeling

### Regentschappen

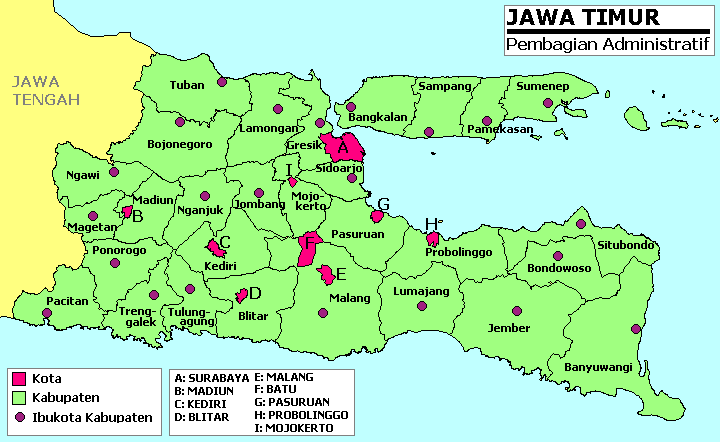
Regentschappen (Indonesisch: kabupaten) in Oost-Java

Oost-Java telt 29 kabupaten (regentschappen):
- Banyuwangi
- Bangkalan
- Blitar
- Bojonegoro
- Bondowoso
- Gresik
- Jember
- Jombang
- Kediri
- Lamongan
- Lumajang
- Madiun
- Magetan
- Malang
- Mojokerto
- Nganjuk
- Ngawi
- Pacitan
- Pamekasan
- Pasuruan
- Ponorogo
- Probolinggo
- Sampang
- Sidoarjo
- Situbondo
- Sumenep
- Trenggalek
- Tuban
- Tulungagung

### Stadsgemeenten
De provincie telt 9 stadsgemeenten (kota otonom):
- Batu
- Blitar
- Kediri
- Madiun
- Malang
- Mojokerto
- Probolinggo
- Pasuruan
- Soerabaja

## Taal
In Oost-Java worden, behalve het Indonesisch, acht talen gesproken:

### Balinees
Het Balinees wordt in het kabupaten Banyuwangi gesproken, helemaal in het oosten van Oost-Java.

### Javaans
Het Javaans wordt gesproken in het grootste deel van het gebied. In het westen van Oost-Java is het de enige taal, in het oosten wordt ze over het algemeen samen met het Madoerees gesproken.

### Kangeaans
Het Kangeaans wordt samen met het Madoerees op noordoostelijke Kangeaneilanden gesproken.

### Madoerees
Het Madoerees wordt samen met het Javaans in de oostelijkere gebieden gesproken, het is tevens de enige taal op Madoera, in het noordoostelijke kustgebied van het vasteland, op Bawean (het Baweaanse dialect) en op de Masalembu Besar-eilanden. Het Madoerees wordt daarnaast, samen met het Kangeaans, op de Kangeaneilanden in het noordoosten gesproken.

### Maleis
Het Maleis is de taal van de Laut Kecil-Eilanden.

### Osing
Het Osing wordt in een uiterst oostelijke kuststrook gesproken, dicht bij Bali. Opvallend is het luide, on Javaanse, stemgebruik. Voor een buitenstaander klinkt het zelfs alsof men boos op elkaar is. "Hé nyandaaai!" Waar gaat u naartoe, klinkt wel heel wat anders dan "Mau kemana?". Het wordt nog steeds onderling gesproken in de wijde omgeving van Rogojampi tot aan de kust van de desa Bomo.

### Peranakan-Indonesisch
Het Peranakan-Indonesisch, de enige creool in Oost-Java, wordt in een zeer klein gebied gesproken, meer bepaald nabij de stad Malang.

### Tenggerees
Het Tenggerees wordt in een klein ovaalvormig gebied gesproken, net ten zuiden van de grootstad Probolinggo. Het is omringd door Madoerees en Javaans taalgebied.

## Volkscultuur
Oost-Java is de bakermat van de ajam bekisar, een hybride van landhoenders en vorkstaarthoenders. Met de hanen worden jaarlijks in hanenkraaiwedstrijden gehouden, waarbij de hanen in kooien in de hoogte gehesen worden.